# Andrzej Kuliczkowski
Andrzej Janusz Kuliczkowski (ur. 27 lutego 1950 w Tarnowie) – polski inżynier, profesor nauk technicznych, profesor zwyczajny Politechniki Świętokrzyskiej.

## Życiorys
W 1973 ukończył studia na Politechnice Śląskiej w Gliwicach. Rozprawę doktorską obronił w 1978 na Politechnice Wrocławskiej. Stopień doktora habilitowanego uzyskał w 1986 na Uniwersytecie Technicznym w Lipsku na podstawie pracy zatytułowanej Optimierung der Projektierungs und Ausführungsparameter von Abwassersammlern unter städtischen Bedingungen (wydaną w Polsce jako monografia: Optymalizacja kolektorów kanalizacyjnych przebudowywanych w warunkach miejskich). Tytuł naukowy profesora nauk technicznych otrzymał 2 czerwca 2003. Specjalizuje się w budownictwie sanitarnym, wodociągach i kanalizacji.
W latach 1973–1986 zatrudniony był na Politechnice Wrocławskiej. W 1986 podjął pracę na Politechnice Świętokrzyskiej, na której kierował Katedrą Wodociągów i Kanalizacji oraz Katedrą Sieci i Instalacji Sanitarnych. W latach 1987–1993 pełnił funkcję prodziekana Wydziału Budownictwa Lądowego (początkowo ds. dydaktyczno-wychowawczych, a później – ds. inżynierii środowiska). Na Politechnice Świętokrzyskiej zaangażował się m.in. w utworzenie kierunku studiów pn. „inżynieria środowiska”. W latach 2000–2004 był członkiem prezydium Sekcji Inżynierii Sanitarnej Komitetu Inżynierii Lądowej i Wodnej Polskiej Akademii Nauk. W latach 2006–2013 wygłaszał referaty na konferencjach w: Brisbane, Kuala Lumpur, Rzymie, Moskwie, Toronto, Singapurze, Berlinie, São Paulo i Sydney. 
Po 1989 współtworzył firmę wykonawczą RenoRurCentrum. W latach 90. był przez osiem lat prezesem firmy badawczej EuroKan, został również prezesem firmy konsultingowej Wod-Kan Consulting. W 2005 został prezesem zarządu Polskiej Fundacji Technik Bezwykopowych.
W 2002, za wybitne zasługi w pracy naukowej i dydaktycznej, został odznaczony Krzyżem Kawalerskim Orderu Odrodzenia Polski. Otrzymał również Złoty Krzyż Zasługi i Medal Komisji Edukacji Narodowej (2004). W 2008 wraz ze swoim zespołem uzyskał międzynarodową nagrodę „No-Dig Award” za zorganizowanie pierwszego na świecie studium podyplomowego dotyczącego technologii bezwykopowych („techniki bezwykopowe w inżynierii środowiska” na Politechnice Świętokrzyskiej). Nagrodzony również Honorową Nagrodą – Statuetką Wydziału Inżynierii Środowiska, Geomatyki i Energetyki Politechniki Świętokrzyskiej (2013).